# هارفي بارنيل
وهو سياسي أمريكي ينتمي إلى الحزب الديمقراطي الأمريكي ولد هارفي بارنيل  في ولاية أركنساس في 28 من شهر شباط - فبراير من سنة 1880 في ولاية أركنساس تزوج هارفي بارنيل في سنة 1902 من مابل ونستون ورزقا بطفلين أصبح هارفي بارنيل الحاكم رقم 29 لولاية أركنساس منذ انضمامها إلى الاتحاد الأمريكي عندما أصبح حاكما في سنة 1928 بعد فوزه في انتخابات الولاية كما اعيد انتخابه مرة ثانية في سنة 1930 وكان هارفي بارنيل حاكما للولاية إلى سنة 1933 توفي هارفي بارنيل في ليتل روك في ولاية أركنساس في 16 من شهر كانون الثاني - يناير من سنة 1936.